# Comuna Novokazankuvate, Cernihivka
Novokazankuvate (în ucraineană Новоказанкувате) este o comună în raionul Cernihivka, regiunea Zaporijjea, Ucraina, formată din satele Krîjcene, Novokazankuvate (reședința) și Petrovske.

## Demografie
Componența lingvistică a comunei Novokazankuvate
     Ucraineană (96,04%)
     Rusă (3,47%)
     Alte limbi (0,2%)
Conform recensământului din 2001, majoritatea populației comunei Novokazankuvate era vorbitoare de ucraineană (96,04%), existând în minoritate și vorbitori de rusă (3,47%).